# Beilicat de Tin

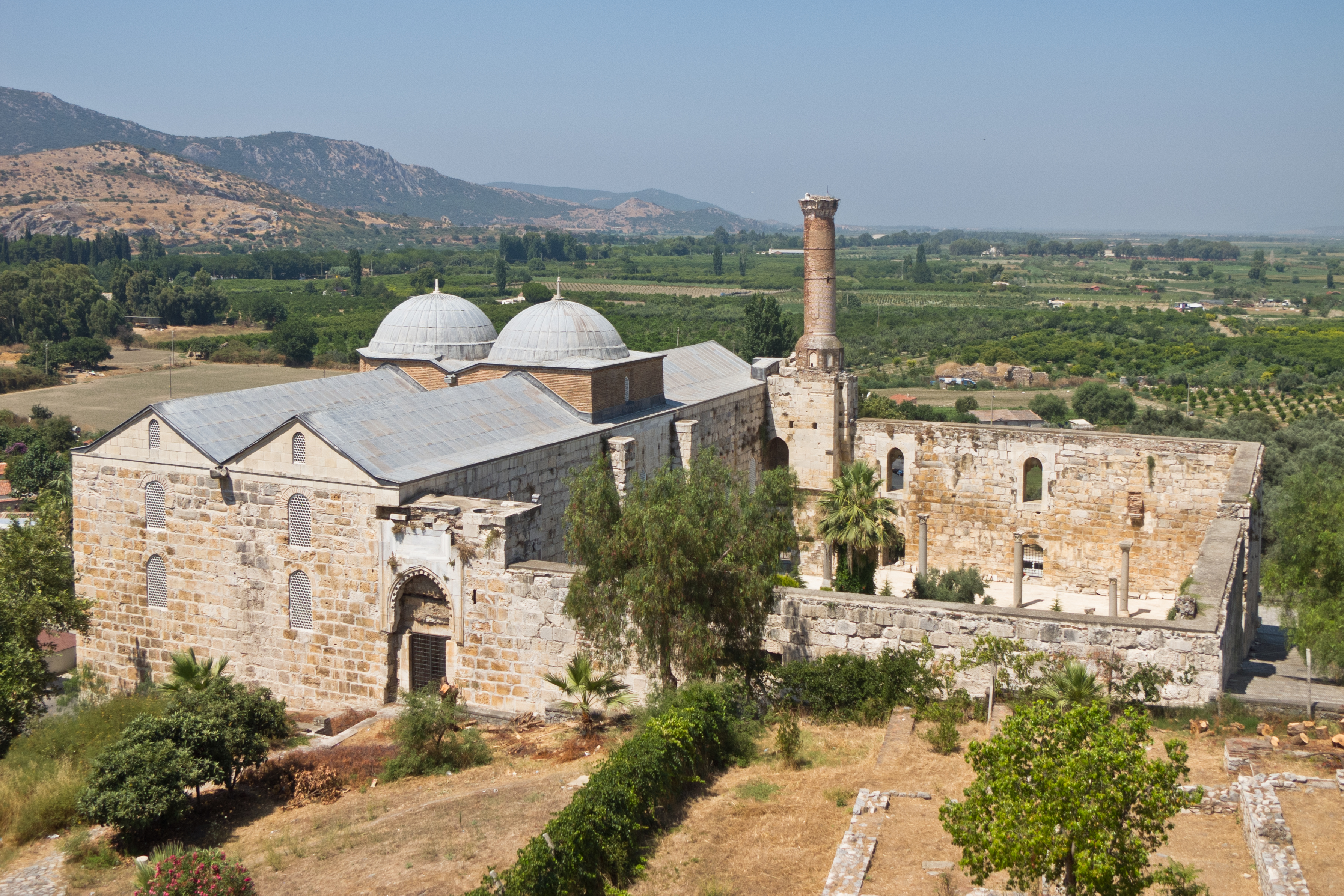
Mesquita d'Isa Beg a Selçuk.

El beilicat de Tin o gavella de Tin (turc: Aydınoğulları Beyliği) fou un beilicat d'Anatòlia creat vers 1307 i annexionat a l'Imperi Otomà el 1425. Era a la costa de la mar Egea i centrat en la ciutat d'Aydın. Estava limitat al nord pel beilicat de Saruhan, a l'est pel d'Hamid, al sud pel de Mentese i a l'oest per l'Egeu. L'emirat fou governat per la dinastia dels aidínides. El 1390 fou ocupat per primer cop pels otomans però restablert al cap de dotze anys, després de la greu derrota otomana davant Tamerlà a Ankara el juliol de l'any 1402.

## Orígens
Va ser fundat per Mehmed Beg Mubariz ad-Din Ghazi (Beg des del 1307/1308 al 1334), subashi de l'emir de Germiyan que abans del 1304 es va separar del seu cap i es va posar a fer la guerra pel seu compte associat a Sasa Beg, gendre de l'emir de Mentese (Menteshe). Junts van conquerir Birgi, Ayasoluk i Keles fins al 1307, però llavors Sasa es va revoltar contra el seu aliat. Mehmed Beg Mubariz ad-Din Ghazi el va derrotar (1308) i llavors es va apoderar d'Izmir (Esmirna), Tira, Sultan Hisari i Bodemya.
El 1310 va ocupar Güzel Hisar que va rebre el nom dinàstic (Aydın). Va perdre Esmirna el 1317 davant de Martí Zacaries al que dos anys abans Felip I de Tàrent com a nominal emperador llatí i príncep d'Acaia havia donat el títol de "Rei i dèspota de l'Àsia Menor" i la possessió de Quios, Œnusses, Imbros, Ténedos, Lesbos, Samos, Icària, Cos i els castells de Damala i Kalanutza i el 1318 va derrotar Mehmed i va aconseguir imposar un dret de passatge als vaixells comercials turcs. Martí fou fet presoner pels romans d'Orient el 1329, i Mehmed va recuperar Esmirna.
Mehmed va morir el 1334 i el va succeir el seu fill Umar I Beg Baha ad-Din Ghazi. A la mort d'Andrònic II Paleòleg, Joan Cantacuzè, que s'havia fet amic de l'emir, va demanar el seu ajut per assolir el tron que havia passat a Joan V Paleòleg. Martí Zacaries fou llavors alliberat (el 1341) i el 1343 Umar va anar a Rumèlia i Martí va agafar el comandament de la croada contra Umar Pasha aixecada a instàncies del papa i formada per Venècia, Gènova, Xipre, els cavallers de  Rodes, i el duc de Naxos. Aquest va lluitar a Rumèlia entre 1343 i 1345 i va ajudar el seu amic a dominar la Tràcia però mentre, el 1344, Martí i els croats van ocupar Esmirna (octubre del 1344). Martí volia aprofitar per reconquerir Quios però va morir el 15 de gener de 1345 a Esmirna i el va succeir com a comandant Simone Vignoso. Umar va tornar a l'emirat i va derrotar els caps de la croada en un combat, sense poder recuperar Esmirna que va defensar Vignoso. El 1346 Umar va rebutjar l'atac de la nova croada dirigida pel delfí Humbert II del Viennois, però no va poder impedir que amb l'ajut dels croats Vignoso es presentés a Quios, illa que va recuperar per a Gènova (1346). La primavera del 1348 Umar va morir mentre atacava Esmirna. El va succeir el seu germà Khidr que va haver de signar un tractat que donava grans avantatges als llatins (18 d'agost de 1348).
Khidr va governar del 1348 al 1360 sense ser protagonista de cap fet especialment rellevant i a la seva mort el va succeir el seu germà Isa Beg. Des del 1362, Pietro Recanelli Giustiniani, va succeir a Simone Vignoso i es va distingir a Esmirna al servei del Papa (1361-1365) fins a la seva mort el 1380. L'emirat va perdre importància econòmica i política i el 1390 fou ocupat pel sultà otomà Baiazet I. Aquest va ratificar el tractat de comerç de 1348 amb els llatins que va afavorir principalment als venecians.
El 20 de juliol de 1402 Baiazet fou derrotat decisivament per Tamerlà a Ankara i fou fet presoner. La família dels aidínides era aliada de Tamerlà i fou restablerta immediatament al seu emirat. Els genovesos i els cavallers de Rodes van evacuar Esmirna abans de l'arribada de Tamerlà, que hi va entrar però la va lliurar al seu aliat Musa Aydın-oghlu fill d'Isa Beg; mort aquest el 1403 el seu germà i associat Umar II el va substituir com emir fins que va morir el 1405. Llavors el govern va passar a un cosí, fill d'Ibrahim Bahadur (germà d'Umar I Beg) de nom Djunayd. El 1416 els Gattiluso de Lesbos i els Giustiniani de Quios van participar en una expedició victoriosa contra Mehmed un membre de la família que governava Esmirna. Djunayd va intrigar contínuament contra els otomans i va dinar suport a la reclamacions de Mustafà i el seu fill. En revenja fou atacat per Murat II (1425) i es va refugiar al fortí d'Ipsili, on va intentar rebre ajut de l'emir de Karaman i de Venècia, ajut que no va arribar. Finalment es va haver de rendir amb tota la seva família i foren tos decapitats (1426) i l'emirat annexionat a l'Imperi Otomà com a sandjak d'Aydın.

## Llista d'emirs
- Mehmed Beg Mubariz ad-Din Ghazi 1308-1334
- Umar Beg Baha ad-Din Ghazi (Umar I) 1334-1348
- Khidr 1348-1360
- Isa Beg 1360-1390
- Als otomans 1390-1402
- Conquesta de Tamerlà 1402-1405
- Musa 1402-1403
- Umar II 1402-1405
- Djunayd 1405-1426